# Duele (álbum)
Duele es el octavo disco de estudio de la cantante mexicana Edith Márquez, se grabó en la Ciudad de México, salió a la venta el 21 de julio de 2009.
Contiene temas inéditos escritos por cantautores reconocidos como: Natalia Jiménez , Gloria Trevi, David Bisbal, Alejandro Fernández, Aleks Syntec, Fato, Bruno Danza que trabajo con Edith en los dos primeros discos dándole los temas de "Mi Error Mi Fantasía", "Mirame" y "Mala Sangre", el disco fue producido por Armando Ávila, el sencillo a promocionar se llama Me Voy, nuevamente Edith regresa con las baladas de desamor que la caracterizaron en sus tres primeros discos (Frente a ti), (Caricias del cielo) y (Extravíate).
A menos de tres semanas de haber sido lanzado a la venta, el disco se ha posicionado en el tercer lugar de ventas según la tienda de discos mexicana Mix Up, además en el primer lugar de ventas de la tienda itunes de México.
También el disco ya se posicionó en el lugar 6 de la lista de Amprofon de México.
A cuatro meses y medio de su lanzamiento el disco se convirtió en disco de oro por la venta de más de 40 mil copias vendidas en México, y hasta el momento el disco lleva 100 mil copias vendidas obteniendo también un disco de platino.

## Lista de canciones
|    | Título               | Escritura                            | Duración |
| -- | -------------------- | ------------------------------------ | -------- |
| 1  | "Inmune"             | Jorge Luis Domínguez, Monica Vélez   | 03:17    |
| 2  | "Me voy"             | Bruno Danza, Armando Ávila           | 03:42    |
| 3  | "El último beso"     | Osmani Espinosa                      | 03:48    |
| 4  | "Que corra el aire"  | Aitor                                | 03:41    |
| 5  | "Aprende de mí"      | Armando Ávila, Pepe Ortega           | 03:52    |
| 6  | "Vas a llorar"       | Fato                                 | 03:22    |
| 7  | "Estúpida romántica" | Miguel Luna, Gean Pietro Felisatti   | 03:33    |
| 8  | "Soñé que te perdía" | Armando Ávila, Pepe Ortega           | 03:42    |
| 9  | "Ojos de fuego"      | Gloria Trevi                         | 03:19    |
| 10 | "Esta tonada"        | Mario Molina Moro, Mariano Maldonado | 03:17    |
| 11 | "Ardiente pasión"    | Natalia Jiménez, Armando Ávila       | 03:43    |
| 12 | "Duele en el alma"   | Ximena Muñoz, Rafael Esparza Ruiz    | 03:28    |

## Sencillos
1. Me voy #5 México.
2. Que corra el aire #18 México
3. El Último Beso

## Videos
| Año  | Video    | CD    | Director | Detalles |  |
| ---- | -------- | ----- | -------- | --- |  |
| 2009 | 'Me Voy' | Duele | "Leche"  | Video grabado en un bar conocido de la Ciudad de México, ubicado en la Avenida Insurgentes, en el bar ampola cabaret, en el video Edith sale cantando en el bar. |  |

## Posiciones
| País (2009)    | Posición |
| -------------- | -------- |
| México Top 100 | 5        |
| iTunes México  | 1        |
| Mix Up         | 3        |